# Flatterecho
Ein Flatterecho ist eine periodische Folge eines Echos, die dadurch zustande kommt, dass ein Schallsignal sich auf einem Weg ausbreitet, der über zwei oder mehr stark reflektierende Flächen zum Ausgangspunkt zurückführt. Die Hörbarkeit eines Flatterechos setzt voraus, dass die Ausbreitung in anderen Raumrichtungen stärker gedämpft ist, genauer gesagt, dass die Flatterecho-Nachhallzeit größer ist als die Nachhallzeit des ganzen Raumes.
Wenn der Abstand der Flächen, zwischen denen der Schall hin und her geworfen wird, klein ist, hat das Flatterecho einen Toncharakter. Bei großen Wegen zwischen aufeinanderfolgenden Wiederholungen werden dagegen letztere als getrennte Signale empfunden: Ein Schuss oder Händeklatschen klingt dann wie ein schwächer werdendes Maschinengewehrfeuer. Solche Flatterechos können in sehr hohen Räumen entstehen oder (auch bei relativ geringer Deckenhöhe) zwischen einem ebenen Boden und einer gekrümmten Decke oder einem Brückenbogen darüber. Je nach dem Verhältnis von Krümmungsradius der gewölbten Fläche und Deckenhöhe kehrt nämlich in diesen Fällen der Schall erst nach vier oder sechs oder acht Reflexionen wieder an den Ausgangsort zurück. Die hörbaren Wiederholungen sind somit selten.
Flatterechos werden in allen Räumen für Schalldarbietungen und noch mehr in Tonstudios als störend empfunden und sollten vermieden werden. Das kann durch die geometrische Raumgestaltung erreicht werden und/oder durch teilweises Belegen reflektierender Flächen mit absorbierendem Material (Schallabsorption), wodurch die Flatterecho-Nachhallzeit unter die Nachhallzeit des ganzen Raums gesenkt wird.